# 三上博史
三上博史，日本男演員、歌手，年齡不公開，東京都出生，神奈川縣橫濱市長大。三上自1980年代起便開始主演日本多部電視劇和電影，以具存在感的穩定演技獲得好評。

## 經歷
三上博史在高中時期，因朋友邀約試鏡的機會而與知名劇作家兼導演寺山修司相識，其後，三上主演寺山自編自導，改編自泉鏡花原作、Pierre Braunberger製作的法國電影《草迷宮》（1979年法國上映、1983年日本上映），以此部電影正式出道。
1984年，三上演出《無邪気な関係》，為初次演出電視劇；1987年，以電影《私をスキーに連れてって》的演出初次受到注目。1992年，富士電視台知名的「月九」時段播出月九史上第一部懸疑劇《只有你看不見》，三上在劇中精彩詮釋包括女人等多個人物的三重性格而成為話題。其後，因主演《永不放棄》、《愛沒有明天》、《脣膏》等劇迅速獲得廣泛知名度，一度被稱為「日本趨勢劇王牌」。
1996年，因主演岩井俊二的電影《燕尾蝶》而廣為華人地區觀眾所知。
2003年，在寺山修司過世後20周年，主演記念公演《藍鬍子公爵的城堡》，並開始主演多部舞台劇。2006年，初次與劇作家兼導演蜷川幸雄合作《あわれ彼女は娼婦》，亦著手翻譯國外劇本。
2012年，於NHK大河劇《平清盛》劇中飾演「鳥羽天皇」一角，為初次演出大河劇。
2016年7月，三上初次主演深夜劇《遺産相続弁護士 柿崎真一》。

## 戲劇演出

### 電視劇
- 無邪気な関係（1984年1月6日 - 3月30日，TBS電視台） - 洋介
- 探偵物語（1984年1月8日 - 29日，TBS電視台）
- 大家族（1984年10月12日 - 1985年1月4日，TBS電視台）- 立川清
- 黒白の河（1984年11月15日，讀賣電視台）
- ニッポン親不孝物語（1985年4月12日 - 7月2日，日本電視台） - 月島卓
- 華やかな誤算（1985年12月13日 - 1986年2月28日，TBS電視台）- 明
- 禁じられたマリコ（1985年11月5日 - 1986年1月28日，TBS電視台）- 高木竜一
- 恋とオムレツ（1986年6月30日 - 9月26日，TBS電視台）
- 恋する時間です（1986年10月18日 - 12月20日，日本電視台）- 八田勝
- 復讐の歌が聞こえる（1987年8月13日，讀賣電視台）
- 水中鏡の女（1987年9月11日，富士電視台）
- 愛人マンション（1987年11月16日 - 19日，TBS電視台）- 貢 
  - 愛人マンションII（1988年5月16日 - 19日）
- 私のハートパートナー　離婚カップルの同居物語（1987年12月10日・17日，朝日電視台）- 森田拓也
- ハートカクテルドラマSP『ノックをしなかったサンタクロース』（1987年12月24日，日本電視台） - 主演
- 君の瞳をタイホする!（1988年1月4日 - 3月21日，富士電視台） - 田島鋭次
- 君が嘘をついた（1988年10月24日 - 12月19日，富士電視台） - 主演・日高涼
- スクールガール・セレナーデ 桂華學女小夜曲（1988年11月11日，日本電視台）- 島津正之
- ハートカクテルドラマSPII『人魚がため息をついたテーブル』（1988年12月17日，日本電視台）-主演
- ウルトラマンをつくった男たち 星の林に月の舟（1989年3月21日，TBS電視台） - 主演・吉良平治（実相寺昭雄）
- 最愛是你（1990年1月8日 - 3月19日，富士電視台） - 主演・山村公次
- 汚れっちまった悲しみに（1990年6月15日，富士電視台）- 主演・中原中也
- それでも家を買いました（1991年4月19日 - 6月28日，TBS電視台） - 主演・山村雄介
- NASA〜未来から落ちてきた男〜（1991年8月23日，富士電視台）- 主演・上野（機長）
- 只有你看不見（日语：あなただけ見えない）（1992年1月13日 - 3月23日，富士電視台） - 主演・高野淳平 / 青田和馬 / 明美
- 怪談 KWAIDAN『耳なし芳一のはなし』（1992年8月21日，富士電視台） - 主演・芳一
- 永不放棄（1993年4月14日 - 6月30日，富士電視台） - 主演・本城裕二
- 愛沒有明天（日语：この世の果て）（1994年1月10日 - 3月28日，富士電視台） - 主演・高村士郎
- 適齢期（1994年4月15日 - 7月1日，TBS電視台）- 主演・国分翔平
- 完全新婚手冊（1995年7月7日 - 9月22日，TBS電視台） - 主演・蔵元聖人
- 聖夜的奇跡　第1話『イヴなんていらない』（1995年12月23日，富士電視台） - 主演
- 那就是答案！それが答えだ!（1997年7月2日 - 9月17日，富士電視台，水曜劇場） - 主演・鳴瀬望
- 世界奇妙物語 秋の特別編『懲30日』（1998年9月25日，富士電視台） - 主演
- 35歳・夢の途中（1998年10月24日，NHK）- 主演・上田武志
- 世紀末之詩（日语：世紀末の詩）　第5話『車椅子の恋』（1998年11月11日，日本電視台） - 星野守 　※GUEST出演
- 脣膏（日语：リップスティック (テレビドラマ)）（1999年4月12日 - 6月28日，富士電視台） - 主演・有明悠
- 新聞最前線（2000年10月11日 - 12月13日，日本電視台）- 主演・矢島俊介
- 陰陽師☆安倍晴明〜王都妖奇譚〜（2002年7月2日 - 30日，富士電視台） - 主演・安倍晴明
- ビタミンF『母帰る』（2002年7月5日，NHK衛星第2頻道）- 主演・拓巳
- taskforce タスクフォース（2002年8月1日，BS-TBS）（2002年9月16日，TBS電視台，ドラマ特別企画）- 主演・高森信次
- 薔薇的十字架（日语：薔薇の十字架）（2002年10月10日 - 12月12日，富士電視台） - 主演・工藤桐吾
- 劇集W（WOWOW）
  - 交渉人（日语：交渉人 (小説)）（2003年8月17日） - 主演・石田修平 
  - M・B・O（マネジメント・バイアウト） 〜経営権争奪・企業買収の行方〜（2006年1月8日） - 主演・小野里英一 
  - 潘朵拉（2008年4月6日 - 5月25日） - 主演・鈴木秀樹 
  - 誘拐（2009年8月2日） - 主演・秋月孝介 
  - 下町火箭（2011年8月21日 - 9月18日） - 主演・佃航平 
  - 顫抖的牛（日语：震える牛）（2013年6月16日 - 7月14日） - 主演・田川信一 
  - 贖罪の奏鳴曲（2015年1月24日 - 2月14日） - 主演・御子柴礼司 [4]
- 共犯者（日语：共犯者 (2003年のテレビドラマ)）（2003年10月15日 - 12月17日，日本電視台） - 主演・ウエヤマサト
- 求婚大作戰（2007年4月16日 - 6月25日，富士電視台）- 妖精 
  - 求婚大作戰SP （2008年3月25日）
- 黑部的太陽（2009年3月21日・22日，富士電視台開局50周年記念ドラマ特別企画）- 旁白
- 同窗會～ Love Again症候群～（2010年4月22日 - 6月17日，朝日電視台） - 主演・大久保真一
- 総理の密使 〜核密約42年目の真実〜 （2011年2月21日，TBS電視台）- 主演・若泉敬
- 砂の器（2011年9月10日・11日，朝日電視台，松本清張ドラマSP）- ナレーター
- 誘拐電話網（2012年，J:COM，東野圭吾ドラマシリーズ“笑”）- 主演・川島庸介
- 平清盛（2012年1月 - 5月，NHK）- 鳥羽上皇
- 実験刑事トトリ（2012年11月3日 - 12月1日，NHK） - 主演・都鳥博士 
  - 実験刑事トトリ2（2013年10月12日 - 11月16日，NHK）
- 明天媽媽不在（2014年1月15日 - 3月12日，日本電視台） - 佐佐木友則
- 遺産相続弁護士 柿崎真一（2016年7月7日 - 9月22日，讀賣電視台） - 主演・柿崎真一  [5]
- 集團左遷!!（2019年4月21日 - 6月23日，TBS電視台）- 橫山輝生
- 東京沙拉碗（2025年1月7日 - ，NHK）- 阿川博也

### 電影
- 草迷宮（日语：草迷宮 (映画)）（1979年法國上映／1983年11月12日日本上映，東映） - 主演・明（少年時代）
- 教育的生命（1981年11月14日，共同映画全国系列会議スタッフ） - 吉野広
- 太陽のきずあと（1981年2月14日，東映） - 小林勉
- 海嶺（1983年12月3日，松竹）
- 俘虜（1983年5月28日日本，松竹）- 日本兵（俘虜収容所勤務）
- 瀨戶內少年野球團（1984年6月23日，角川映畫）- 波多野啓介（武女の兄）
- さらば箱舟（1984年9月8日，ATG） - 下男アダ
- 三島由紀夫：人間四幕（1985年10月4日，美國華納兄弟） - 「盾の会」会員・小賀正義
- ビリィ★ザ★キッドの新しい夜明け（1986年8月1日，巴而可） - 主演・ビリィ･ザ･キッド
- 帶我去滑雪（1987年11月21日，ホイチョイ・プロダクションズ製作、東寶） - 主演・矢野文男
- 不可思議物語 FANTASTIC COLLECTION『猫はよく朝方に帰ってくる』（1988年） - 探偵
- パイレーツによろしく（1988年6月25日，キノシタ企画） - 早瀬明
- TOKYO-POP（1988年11月5日，日本、美國）
- 孔雀王子（1988年12月10日，香港） - 吉祥果
- 二十世紀少年読本（1989年11月23日，CBS・ソニー） - 主演・仁太
- 東京の休日（1991年11月2日，東北新社） - ドクター・ノグチ
- 遙遠的落日（1992年7月4日，松竹） - 主演・野口英世
- 病は気から 病院へ行こう2（1992年12月19日，東映） - 片倉保
- 屋頂的散步者（1994年3月26日，萬代影視） - 主演・郷田三郎
- 燕尾蝶（1996年9月14日，角川映畫） - 主演・ヒオ・フェイホン
- 宮澤賢治物語（1996年9月14日，松竹）- 主演・宮澤賢治
- 寄生前夜（1997年2月1日，東寶） - 主演・永島利明
- 沙漠中的月亮（2003年9月6日，RENTRAK JAPAN） - 主演・永井恭二
- 予言（2004年10月2日，東寶、Jホラーシアター） - 主演・里見英樹
- へんりっく 寺山修司の弟（2009年10月10日，ワイズ出版） ※紀錄片，以本人名義出演
- 仙人畫家：熊谷守一 (2018年)

### 舞台劇
- 楽屋（1984年3月19日～22日，シアター・モリエール）- 女優D
- やさしい犬（1987年2月28日～3月8日，下北沢本多劇場、新宿・シアターアプル）
- 青ひげ公の城（2003年3月28日～4月17日，パルコ劇場）- 主演・青ひげ公の2番目の妻
- ヘドウィグ・アンド・アングリーインチ（2004年5月14日～6月6日，パルコ劇場）（2004年6月8日～9日、2004年6月20日，大阪シアター・ドラマシティ）（2004年6月15日、仙台・電力ホール）（2004年6月17日，新潟市民会館・劇場）（2004年6月21日、名古屋・愛知厚生年金会館）（※追加公演　2004年6月23日～24日、東京厚生年金会館）- 主演・ヘドウィグ
  - ヘドウィグ・アンド・アングリーインチ　※再演（2005年6月16日～26日，パルコ劇場）（2005年7月11日～16日、Zepp Tokyo）（2005年7月1日～2日Tokyo、福岡・Zepp Fukuoka）（2005年7月5日～9日，大阪・シアター・ドラマシティ）
- あわれ彼女は娼婦（2006年7月6日～30日，Bunkamuraシアターコクーン）（2006年8月5日～13日、大阪・シアターBRAVA!）- 主演・ジョバンニ
- 三文錢的歌劇（2009年4月5日～29日，Bunkamuraシアターコクーン）（2009年5月4日～9日、大阪・厚生年金会館ウェルシティ大阪　芸術ホール）- 主演・メッキ・メッサー
- 新版　天守物語（2014年4月23日，大阪・フェスティバルホール）（2014年4月26日～27日、Bunkamuraオーチャードホール）- 泉鏡花
- タンゴ・冬の終わりに（2015年9月5日～9月27日，渋谷・パルコ劇場）（2015年10月3日～10月4日、大阪・森ノ宮ピロティホール）（2015年10月9日、金沢・北國新聞　赤羽ホール）（2015年10月12日，福岡・キャナルシティ劇場）（2015年10月17日、愛知・東海市劇場）（2015年10月23日、新潟・りゅーとぴあ新潟市民芸術文化会館）（2015年10月25日，富山県民会館）（2015年10月31日，宮城・えずこホール）-主演・清村盛

### 配音
- Genius Party（ジーニアス・パーティ）-リミットサイクル-（2007年7月7日公開、日活　制作:SUTDIO 4℃）
- 小さな村の物語 イタリア（2007年10月7日～、 BS日テレ）※旁白

## 音樂作品

### 專輯
- G.O.D.S（1988年4月21日發行，勝利娛樂）
- ORGA'N（1989年12月21日發行，勝利娛樂）
- ORAL（1991年9月21日發行，勝利娛樂）
- ARC（1993年8月21日發行，勝利娛樂）
- TRANSIENT（1994年8月3日發行，BMG）
- EGO（1995年9月6日發行，BMG）
- ヘドウィグ・アンド・アングリーインチ・トリビュート （2004年5月12日發行，愛貝克思）※収録曲の内、歌唱曲は#03《Wicked Little Town》、#06《Hedwig's Lament》、#08《Midnight Radio》3首
- ザクロ（2005年6月9日発売）
- HEDWIG AND THE ANGRY INCH オリジナル・ジャパニーズ・キャスト・ライヴ・アルバム

### 参加歌曲
- 《THE MAN》- THE MAN　#12「Preach」（2014年5月21日發行，勝利娛樂）※Guest Vocal
- 《Technoca》- Watusi(COLDFEET)   #05「Last Dance feat.Hiroshi Mikami」（2014年12月3日發行，OIRAN MUSIC）※Guest Vocal
- 《VITIUM》- sukekiyo　#02「focus Collaboration with 三上博史」（2015年2月4日發行，通販限定版:sun-krad Co., Ltd.  初回生産限定版:FIREWALL DIV.）※通販限定版と初回生産限定版にゲストヴォーカル参加

### 單曲
- HANG OUT!（1993年4月7日發行，勝利娛樂）※劇中角色「本城裕二」名義
連續劇《永不放棄》插曲
- 夢with You（1993年6月16日發行，勝利娛樂）※劇中角色「本城裕二」名義
連續劇《永不放棄》插曲
- a place in THE HEART（1994年5月1日發行，BMG）
《適齢期》主題曲

## 廣播主持
- 日本放送《三上博史オフィシャルクラブ「G.O.D.S」》（1989年1月～1989年10月放送）
- TOKYO FM《レディオクラブ　オム》（1992年4月～1994年3月放送）
- TOKYO FM《XSOL presents EARTH LOVERS》（2015年4月4日～2016年3月26日）

## 出版書籍
- 三上博史写真集《PORTFOLIO》（1989年10月20日，ウォーカーズカンパニー）
- あるるかん〜道化師〜（編・著／林海象） （1989年10月25日，CBSソニー出版）
- 三上博史写真集《ヴィジオネーレ》（1990年6月20日発売，マガジンハウス）
- 映画愛（1　俳優編）武藤起一訪問集（1993年5月18日，大栄出版）※インタビュー掲載
- 絵本《青い星の少年》／翻訳（著／Magazine House）（1995年4月25日，ブロンズ新社）
- 単行本《架空のオペラ》（1995年7月25日，角川書店）※1992年5月 - 1993年4月，月刊カドカワ《架空のオペラ》連載
- 芸能ズビズバ（1998年8月3日発売、講談社）
- 写真集（多数のアーティスト写真掲載）《BENTO》（2006年1月1日，ワニブックス）
- 挑戦者たち　トップアクターズ・ルポルタージュ（2011年1月15日，電影旬報）

## 廣告代言
- ハウス食品 Curry the Hot（赤・黒）（1988年 - 1989年）
- 三得利 レゼルブ
- JVC Creation（1988年）
- ライフカード
- グンゼ
- 獅王 スマイルVin（1994年）
- 優衣庫
- 大塚製藥 野菜の戦士
- Microsoft Windows XP（2005年）- 旁白
- 可口可樂 美粒果 （2006年） - 父親
- 日產汽車 March - 旁白
- Honda Civic - 旁白
- 日清食品 合味道 - 旁白
- ORIX
- デーリー東北新聞社（2016年5月3日 - ）

## 獎項
- 1989年：黃金飛翔獎（日语：エランドール賞新人賞）
- 2003年：第27回放送文化基金賞男優演技賞（連續劇《新聞最前線》）
- 2016年：第5回CONFiDENCE日劇大獎最佳男主角獎（連續劇《遺產繼承律師 柿崎真一（日语：遺産相続弁護士 柿崎真一）》）[6]

## 外部連結
- 官方網站
- 三上博史 公式NEWS的X（前Twitter）
- 三上博史的Facebook專頁